# Aphrophora naevia
Aphrophora naevia är en insektsart som beskrevs av Jacobi 1944. Aphrophora naevia ingår i släktet Aphrophora och familjen spottstritar. Inga underarter finns listade i Catalogue of Life.